# NGC 1209
NGC 1209 (други обозначения – MCG -3-8-73, PGC 11638) е елиптична галактика (E6) в съзвездието Еридан.
Обектът присъства в оригиналната редакция на „Нов общ каталог“.